# Struthiomimus
Struthiomimus ("imitador d'estruç", del Grec antic στρουθιον/strouthion que vol dir 'estruç' i μιμος/mimos que vol dir 'imitador') és un gènere de dinosaure ornitomímid que visqué al Cretaci superior a Alberta, Canadà. Fou un dinosaure de llargues cames.
El bípede Struthiomimus feia uns 4,3 metres de longitud i uns 1,4 metres d'alçada fins a la cintura. Pesava uns 150 kilograms.
Struthiomimus és un dels dinosaures petits més comuns al "Dinosaur Provincial Park"; la seva abundància suggereix que era herbívor o omnívor en comptes de carnívor.

## Descripció

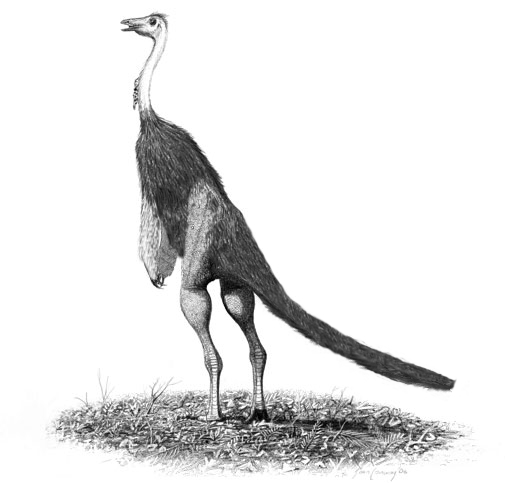
Struthiomimus altus.

Struthiomimus tenia la típica estructura esquelètica d'un ornitomímid, diferint de gèneres com Ornithomimus i Dromiceiomimus pel que fa a les proporcions i a detalls anatòmics. Es té constància de nombrosos esquelets i cranis, i la seva mida s'estima entorn dels 4,3 metres de llargària i 1,4 metres d'alçada fins a la cintura, amb un pes d'uns 150 kilograms. Com en altres ornitomímids, tenia un cap petit i esvelt i un coll llarg (que constituïa el 40% de la longitud del cos per davant la cintura). Presentava ulls grossos i mandíbules sense dents. La seva columna vertebral era constituïda per deu vèrtebres al coll, setze a l'esquena, sis a la cintura, i un nombre desconegut de vèrtebres a la cua. La cua era rígida i probablement tenia utilitat com a contrapès.
Struthiomimus tenia uns braços i mans llargs i esvelts, amb ossos immòbils a les potes anteriors i aponibilitat limitada entre el primer dit i els altres dos. Tenia les mans més llargues de tots els ornitomímids coneguts, amb unes urpes particularment llargues. Els tres dits eren aproximadament de la mateixa longitud, i les urpes eren lleugerament corbes. Henry Fairfield Osborn, descrivint un esquelet l'any 1917, comparà la mà amb la d'un peresós. La seva tíbia era més llarga que el fèmur, un tret típic d'organismes adaptats a córrer. Es pensa que entre els ornitomímids, les seves cames eren només moderadament allargades. Els seus peus eren allargats amb el metatarsià premut, amb tres dits amb urpes lleugerament encorvades.
Struthiomimus, essent un membre dels celurosaures, probablement presentava plomes.

## Història

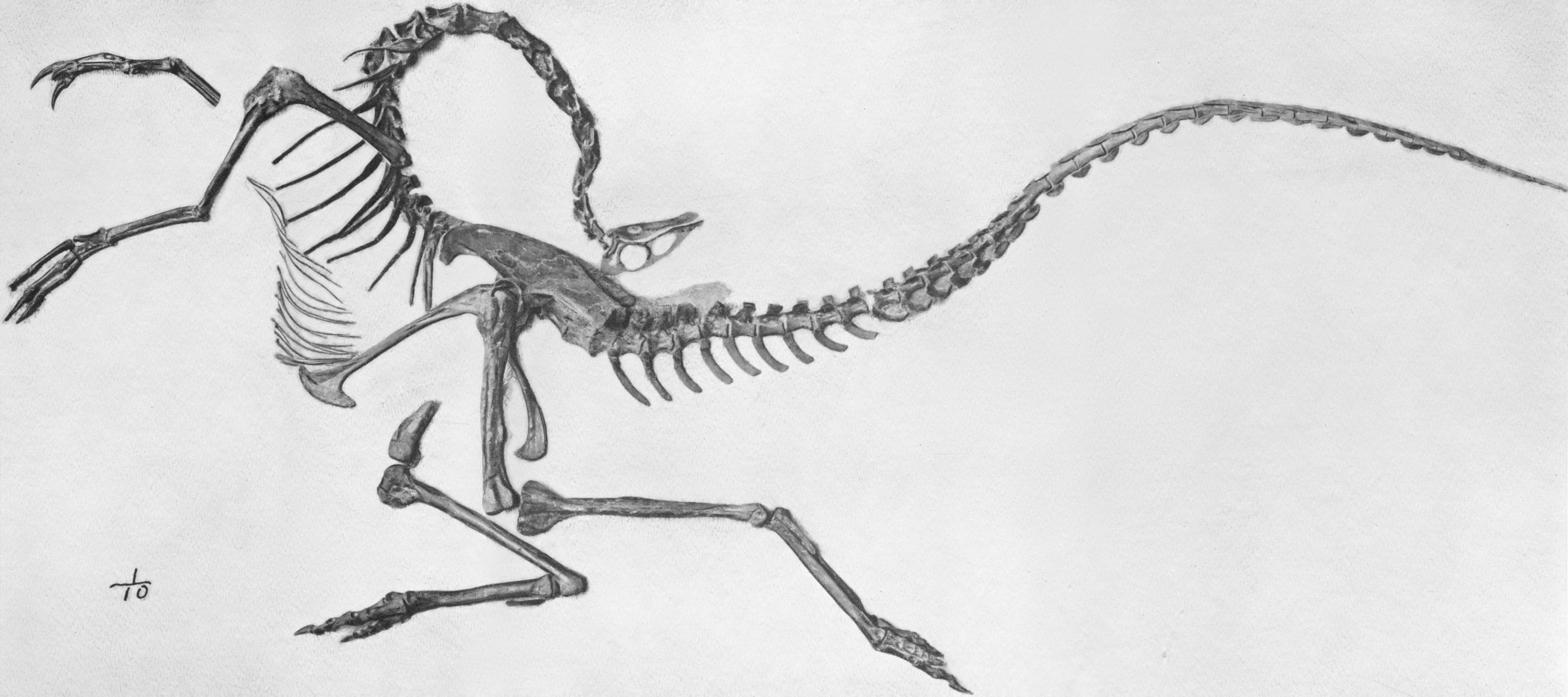
Il·lustració de l'especimen quasi complet descobert per Barnum Brown.

L'any 1901, Lawrence Lambe trobà algunes restes incompletes, que anomenà l'any següent com Ornithomimus altus, ubicant-los dins del mateix gènere que les restes descrites per Othniel Marsh l'any 1890. Tot i això, l'any 1914, un esquelet quasi complet fou descobert per Barnum Brown en els jaciments del riu Red Deer, i fou oficialment descrit com un gènere separat per Henry Fairfield Osborn l'any 1916 (tot i que igualment en el seu estudi el considerà un subgènere de Ornithomimus). També hi va haver altres restes fòssils que s'assignaren a noves espècies com S. brevitertius, que passà a ser Dromiceiomimus brevitertius. Dels especiments trobats a Alberta, alguns foren trobats a i a sota de piles de cendra, suggerint que un incendi forestal els podia haver matat.
Struthiomimus prové de la formació de "Dinosaur Park" que data de finals del Campanià. També hi ha restes de Struthiomimus provinents de la formació del Canyó de Ferradura, que data de finals del Campanià i principis del Maastrichtià (era Edmontoniana). Com que les faunes de dinosaure mostren ràpida productivitat, és probable que aquests especiments de Struthiomimus d'èpoques més primerenques pertanyin a una nova espècie, però a aquest punt molt poc es coneix per a afirmar que aquests espècimens pertanyen o no a S. altus. Els espècimens de Struthiomimus de la Formació de Kirtland tendeixen a presentar urpes a les mans més llargues i primes, similars a les de l'ornitomim. Aquests espècimens amb probabilitat representen una nova espècie de Struthiomimus, tot i que no s'han estudiat a fons.